# Passiflora leptoclada
Passiflora leptoclada Harms – gatunek rośliny z rodziny męczennicowatych (Passifloraceae Juss. ex Kunth in Humb.). Występuje endemicznie w Peru. 

## Morfologia
PokrójZdrewniałe, trwałe, nagie liany.
LiściePodłużne lub eliptyczne, rozwarte lub ostrokątne u podstawy. Mają 4–8 cm długości oraz 4–7 cm szerokości. Całobrzegie, z potrójnie klapowanym wierzchołkiem. Ogonek liściowy jest nagi. Przylistki są liniowe.
KwiatyZebrane w pary. Działki kielicha są podłużne, zielonkawe. Płatki są podłużne, zielonkawe. Przykoronek ułożony jest w dwóch rzędach.
OwoceSą prawie kulistego kształtu. Mają 1,5 cm średnicy.